# تنظيم المعرفة

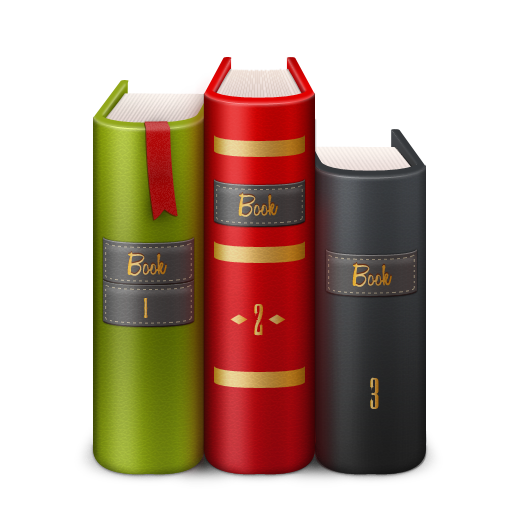
تنظيم المعرفة هو مصطلح يستعمل في مجال علم المكتبات والمعلومات ويشمل عمليات ونشاطات مثل: وصف الوثائق، فهرسة وتصنيف المكتبات، قواعد البيانات، والأرشفة بالإضافة لمجمل عمليات إدارة المكتيات

تنظيم المعرفة هو مصطلح يستعمل في مجال علم المكتبات والمعلومات ويشمل عمليات ونشاطات مثل: وصف الوثائق، فهرسة وتصنيف المكتبات، قواعد البيانات، والأرشفة بالإضافة لمجمل عمليات إدارة المكتيات.

## التسمية
تنظيم المعرفة هو ترجمة لمصطلح (بالإنجليزية: Knowledge organization)‏. في العالم العربي مصطلحات رديفة لها نفس المعنى منها: «الخدمات الببليوجرافية»، «الفهرسة والتصنيف» و«المجموعات المكتبية».

## روابط خارجية

### بالعربية
- ى كتاب تنظيم المعرفة: مدخل عام وقضايا رئيسية في التنظيم والتصنيف
- موقع قديم يتناوب موضوع تنظيم المعرفة
- إدارة المعرفة في المكتبات ومراكز المعلومات: النظرية والتطبيق. دورية الكترونية متخصصة في مجال المكتبات والمعلومات. العدد 20. سبتمبر 2009

### بلغة أجنبية
- موقع دورية التوثيق. بالإنكليزية

## للإستزادة
| - إختبارات الدفاع الجوي - تعلم نشط - نظرية النشاط - مراجعة بعد العمل - براعة مؤسساتية - تعلم تعاضدي - جماعة إبداعية | - علم نفس تربوي - إدارة المعرفة - نقل المعرفة - تعلم - شبكة تعلم - جماعة تعلم - صعود المركب (تنظيم) | - ذاكرة مؤسسات - هندسة مؤسسات - ربط إجتماعي - نظرية الإختيار الإسترتيجي - نظرية النص والتخاطب - شبكة القيم - تحليل شبكة القيم |